# کشاورزی در ایالات متحده آمریکا
کشاورزی، در ایالات متحده آمریکا به عنوان یک صنعت بزرگ محسوب می‌شود که این کشور را به یک صادرکننده عمده محصولات کشاورزی تبدیل کرده‌است.
طبق سرشماری‌های کشاورزی در سال ۲۰۱۷، در ایالات متحده ۲٫۰۴ میلیون زمین کشاورزی وجود داشت که مساحت آن‌ها در مجموع ۹۰۰ میلیون جریب بود که میانگین آن ۴۴۱ جریب برابر با ۱۷۸ هکتار (۱،۷۸ کیلومتر مربع) برای هر زمین کشاورزی است.

## عمده محصولات کشاورزی

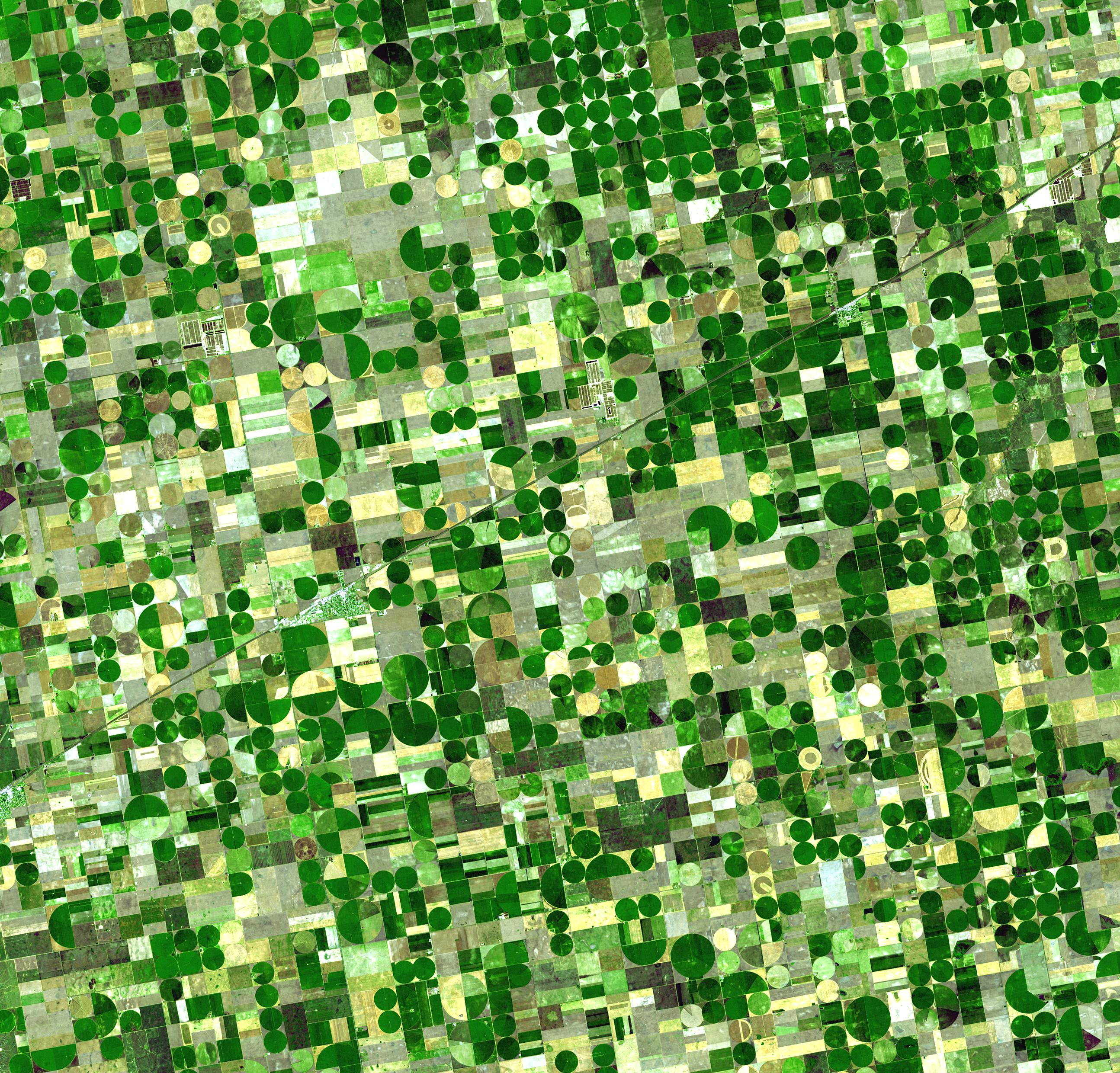
تصویر ماهواره‌ای از زمین‌های زراعی دایره‌ای که بیانگر ویژگی‌های آبیاری مرکز محوری در کانزاس است (ژوئن ۲۰۰۱).

بیست محصول کشاورزی در ایالات متحده آمریکا که توسط فائو در سال‌های ۲۰۰۳ و ۲۰۱۳ مورد ارزیابی قرار گرفته‌اند به قرار زیر است:
| میلیون تن     | سال ۲۰۰۳ | سال ۲۰۱۳ |
| ------------- | -------- | -------- |
| ذرت           | ۲۵۶٫۰    | ۳۵۴٫۰    |
| گوشت گاو      | ۱۲٫۰     | ۱۱٫۷     |
| شیر گاو       | ۷۷٫۰     | ۹۱٫۰     |
| گوشت مرغ      | ۱۴٫۷     | ۱۷٫۴     |
| سویا          | ۶۷٫۰     | ۸۹٫۰     |
| گوشت خوک      | ۹٫۱      | ۱۰٫۵     |
| گندم          | ۶۴٫۰     | ۵۸٫۰     |
| پنبه          | ۴٫۰      | ۲٫۸      |
| تخم مرغ       | ۵٫۲      | ۵٫۶      |
| گوشت بوقلمون  | ۲٫۵      | ۲٫۶      |
| گوجه فرنگی    | ۱۱٫۴     | ۱۲٫۶     |
| سیب‌زمینی      | ۲۰٫۸     | ۱۹٫۸     |
| انگور         | ۵٫۹      | ۷٫۷      |
| پرتقال        | ۱۰٫۴     | ۷٫۶      |
| برنج          | ۹٫۱      | ۸٫۶      |
| سیب           | ۳٫۹      | ۴٫۱      |
| سورگوم        | ۱۰٫۴     | ۹٫۹      |
| کاهو          | ۴٫۷      | ۳٫۶      |
| روغن پنبه‌دانه | ۶٫۰      | ۵٫۶      |
| چغندر قند     | ۳۰٫۷     | ۲۹٫۸     |